# Luigi’s Mansion
Luigi’s  Mansion ist ein Action-Adventure-Videospiel und einer der Launchtitel für den Nintendo GameCube. Es wurde in Japan und Nordamerika im Jahr 2001 und in Europa 2002 veröffentlicht. In diesem Spiel spielt nicht Mario, sondern dessen Bruder Luigi die Hauptrolle.
In einer Nintendo-Direct-Präsentation im März 2018 wurde eine Version für den Nintendo 3DS angekündigt, die am 19. Oktober 2018 in Europa erschien.

## Entwicklung
Das Spiel wurde auf der Nintendo Space World 2000 als Technik-Demo vorgestellt, die die grafischen Fähigkeiten des GameCube demonstrieren sollte. Das Full-Motion-Video enthielt Szenen, die in späteren Trailern und Werbespots für das Spiel zu sehen waren, aber im endgültigen Spiel nicht verwendet wurden. Kurz nach der Erstellung beschloss Nintendo, die Demo in ein vollwertiges Videospiel umzuwandeln. Ein Jahr später wurde Luigi’s Mansion auf der Electronic Entertainment Expo neben der GameCube-Konsole gezeigt. Die Entwicklung wurde von Hideki Konno, Shigeru Miyamoto und Takashi Tezuka geleitet. Eine neuere Version des Spiels, die der finalen Version näher kam, wurde auf der Nintendo Space World 2001 vorgestellt.
Ursprünglich sollten sich die Level von Luigi’s Mansion um ein großes Herrenhaus oder einen Komplex drehen. Später wurden Tests mit Mario-Charakteren in Puppenhäusern und dergleichen durchgeführt. Nach dem Start des Projektes für den GameCube wurde Luigi als Hauptfigur ausgewählt, um das Spiel originell und neu zu halten. Andere Spielideen, wie Geister und der gespenstersaugende Staubsauger, kamen später hinzu. Ältere Konzepte, wie ein rollenspielähnliches System, das in Echtzeit Änderungen an Räumen vornahm, sowie ein Höhlensystem unter der Villa, wurden aufgrund der Einbeziehung von neuen Ideen verworfen.
Die Musik in Luigi’s Mansion wurde von Shinobu Tanaka und Kazumi Totaka komponiert. Das Spiel zeigte die Synchronsprecher Charles Martinet als die Stimme von Mario und Luigi und Jen Taylor als die Stimme von Toad. Luigi’s Mansion wurde 2002 von den BAFTA Interactive Entertainment Awards für sein Audio ausgezeichnet.
Alle GameCube-Systeme unterstützen die Anzeige von stereoskopischem 3D, und Luigi’s Mansion sollte diese Funktion nutzen; 3D-Fernseher waren jedoch zu dieser Zeit nicht weit verbreitet, und es wurde angenommen, dass kompatible Displays für den Verbraucher zu kostenintensiv wären. Daher wurde die Funktion außerhalb der Entwicklung nicht aktiviert.

## Handlung
Eines Tages erhält Luigi eine Nachricht, der ihm von einem sagenhaften Gewinn erzählt. Erst ist Luigi verwirrt, denn er hatte nie an einem Gewinnspiel teilgenommen. Doch das großzügige Geschenk wollte er sich nicht nehmen lassen, denn er hat eine Villa gewonnen! Sofort teilt er dies seinem Bruder Mario mit. Die Brüder beschließen, sich bei der Villa zu treffen, doch durch mysteriöse Umstände verläuft sich Luigi im Wald. Nach einiger Zeit findet er zwar die Villa, aber von Mario fehlte jede Spur. Stattdessen wird er von einem Geist angegriffen, der im letzten Moment von Professor Immanuel Gidd (besser bekannt als I. Gidd) mithilfe eines Staubsaugers aufgehalten wird. Nachdem beide aus der Villa in I. Gidds Labor entkommen sind, erzählt Luigi ihm von dem Gewinn und dem Verschwinden seines Bruders, woraufhin er erfährt, dass die Villa erst vor zwei Tagen aufgetaucht sei. Außerdem erhält Luigi den Schreckweg 08/16, ein Staubsauger, mit dessen Hilfe Geister aufgesaugt werden können und den Gameboy Horror (eine Parodie des Game Boy Color, der als Scangerät, Karte, Buu-Huu-Radar und Kommunikationsgerät dient und gesammelte Gegenstände und gefangene Geister anzeigt). Luigi begibt sich also in die Villa, um seinen Bruder zu finden.

## Spielmechanik
Luigi ist während des Spiels mit dem Schreckweg 08/16 ausgestattet. Die Taschenlampe des Schreckweg kann mit einem Knopfdruck ausgeschaltet werden. Um Geister einfangen zu können, müssen sie zuerst von der Lampe geblendet werden, sodass sie erstarren. Dann kann man sie mit dem Schreckweg einsaugen. Allerdings versuchen Geister sofort, die Flucht zu ergreifen. Deswegen muss die Richtungstaste entgegengesetzt zur Richtung, in die der Geist fliehen will, gedrückt werden. Während der Geist angesaugt wird, wird seine Energie angezeigt. Ist sie bei Null angelangt, wird er gefangen. Je mehr Energie ein Geist hat, umso schwerer ist er einzufangen. Mit dem Schreckweg 08/16 kann (und sollte) Luigi auch bestimmte Gegenstände und Schränke ansaugen. Mit großer Wahrscheinlichkeit kommt Geld heraus, das er aufsaugen kann. Je mehr Reichtümer Luigi sammelt, umso besser sind sein Rang und seine eigene Villa am Ende des Spiels. In der Villa können sämtliche Einrichtungsgegenstände vom Game Boy Horror gescannt werden, wobei Luigi jedes Mal einen Kommentar zum jeweiligen Gegenstand abgibt. Es können eine Feuer-, eine Wasser- und eine Eis-Münze gesammelt werden, sodass Luigi auch Elementarangriffe einsetzen kann. Dies ist nötig, da manche Geister nur auf bestimmte Angriffe reagieren.
Innerhalb der Villa muss sich Luigi Raum für Raum vorarbeiten und dabei verschiedene Rätsel lösen. In den meisten Räumen erhält Luigi einen Schlüssel, mit dem er die Tür zum nächsten Raum öffnen kann. In vielen dieser Räume befinden sich Gemäldegeister, die aus der Galerie des Professors entkommen sind. Um diese Geister einfangen zu können, muss man zuerst ein Rätsel lösen, damit das Herz des Geistes sichtbar wird und er sich einsaugen lässt. Die Villa ist zudem in vier Bereiche eingeteilt, an deren Ende jeweils ein Endgegner bekämpft werden muss. Schließt man einen Bereich ab, so wird man in I. Gidds Labor gebracht, wo sich ein Geister-Porträtfizierer befindet, der alle Gemäldegeister des jeweiligen Bereichs wieder in ihre Gemälde einsperrt.
Der finale Endgegner kann nur erreicht werden, wenn mindestens 40 von maximal 50 Buu-Huus gefangen werden. Buu-Huus haben einige Besonderheiten beim Einfangen: sie müssen nicht geblendet werden, sondern können direkt, nachdem sie gefunden wurden, eingesaugt werden. Sie werden jedoch nicht so stark vom Schreckweg angesaugt, wie andere Geister und können, anders als andere Geister, den Raum wechseln.

## Rezeption
Laut Guinness World Records Gamer Edition 2008 ist Luigi’s Mansion mit 3,3 Millionen Exemplaren das fünft-meistverkaufte GameCube-Spiel.
Luigi’s Mansion auf dem GameCube erhielt überwiegend positive Kritiken und liegt somit bei Metacritic auf einer durchschnittlichen Punktzahl von 78 von 100 Punkten. Die 3DS-Portierung liegt bei 74 von 100 Punkten.

## Luigi’s Mansion (Nintendo 3DS Version)
Am 19. Oktober 2018 erschien eine Portierung des Spiels für den Nintendo 3DS. Entwickelt wurde sie von dem japanischen Entwicklerstudio Grezzo, als Publisher fungierte Nintendo. Die 3DS-Version weist diverse Unterschiede zur Originalversion auf:
- Zu Beginn des Spiels meldet sich der I. Gidd aus der Zukunft und bittet darum, einen Prototyp für ihn zu testen. Dieser Prototyp sieht Fluigi aus Luigi’s Mansion 3 sehr ähnlich und wird im ebenfalls neu eingeführten lokalen Mehrspieler-Modus vom zweiten Spieler gesteuert.
- Luigis Mansion auf dem GameCube verfügte zwar über eine Möglichkeit, die stereoskopisches 3D unterstützt, allerdings wurde diese nie aktiviert, wodurch nur die 3DS-Version imstande ist, das Spiel in 3D darzustellen.[10]
- Die 3DS-Version unterstützt Amiibos und das Gyroskop als Steuerelement.
- Der Spieler kann auswählen, ob er den Stroboblitz aus Luigi’s Mansion 2 zum Blenden von Geistern nutzen will oder ob er die Taschenlampe aus dem Original bevorzugt.
- Die Galerie wurde komplett neu gestaltet und Gemäldegeister können beim Besichtigen ihres Bildes nun erneut bekämpft werden. Außerdem wurden die Bilder etwas überarbeitet und ein Platin-Rahmen hinzugefügt, den es im Original nicht gab.
- Beim Aufsammeln von Schlüsseln oder Edelsteinen kam es im Original dazu, dass Münzen, Geldscheine und Goldbarren, die noch nicht eingesammelt wurden, verschwanden. In der 3DS-Portierung wird die Zeit während Zwischensequenzen angehalten, sodass das Geld nicht verschwindet.

## Nachfolger

### Luigi’s Mansion 2
Am 7. Juni 2011 wurde Luigi’s Mansion 2 (in den USA Luigi’s Mansion: Dark Moon) bei der E3 für den Nintendo 3DS angekündigt und im März 2013 veröffentlicht. Das Spiel wurde von Nintendo in Kooperation mit Next Level Games entwickelt. Die Handlung und das Spielprinzip blieb größtenteils erhalten, wurde jedoch durch einige Neuerungen ergänzt.
Luigi’s Mansion 2 erhielt größtenteils positive Kritiken und besitzt auf Metacritic einen Wertungsdurchschnitt von 86 von 100 Punkten.

### Luigi’s Mansion Arcade
Im Jahr 2015 veröffentlichte Nintendo Luigi’s Mansion Arcade, ein Arcade-Spiel, das auf Luigi’s Mansion 2 basiert und von Capcom entwickelt und von Sega veröffentlicht wurde. Die Handlung wurde aus Luigi’s Mansion 2 übernommen, allerdings setzt es auf einen first-person On-Rail-Spielstil und verwendet einen speziellen vakuumbasierten Controller. Das Spiel ist hauptsächlich in japanischen Spielhallen zu finden.

### Luigi’s Mansion 3
Am 14. September 2018 wurde Luigi’s Mansion 3 auf einer Nintendo-Direct-Präsentation vorgestellt. Auf der E3 2019 wurde erstmals Gameplay gezeigt und die neue Fähigkeiten wurden vorgestellt. Das Spiel erschien, pünktlich zu Halloween, am 31. Oktober 2019 exklusiv für die Nintendo Switch. Es verkaufte sich in Japan, Nordamerika und Europa innerhalb der ersten neun Wochen insgesamt 4 Millionen Mal, womit es den Vorgänger Luigi’s Mansion 2 um mehr als das Doppelte schlug.

### Luigi’s Ghost Mansion – Luigis Geistervilla (Nintendo Land)
Auf der Wii U erschien am 30. November 2012 das Spiel Nintendo Land. Es handelt sich um eine Partyspielesammlung, welche  unter anderem mit dem Spiel „Luigi's Ghost Mansion“ für 2–5 Spieler einherkommt. Hierbei spielt ein Spieler einen Geist mit dem Gamepad und muss seine Gegenspieler von hinten erfassen. Luigi wird dabei mit einem Controller gesteuert, welcher mit der Taschenlampe den Geist anleuchten muss. Zusätzlich hat Luigi drei weitere Gehilfen die ihm helfen den Geist auszuleuchten. Nintendo Land wurde auf der Spielemesse E3 2012 vorgestellt.